# Allée couverte de la Couette

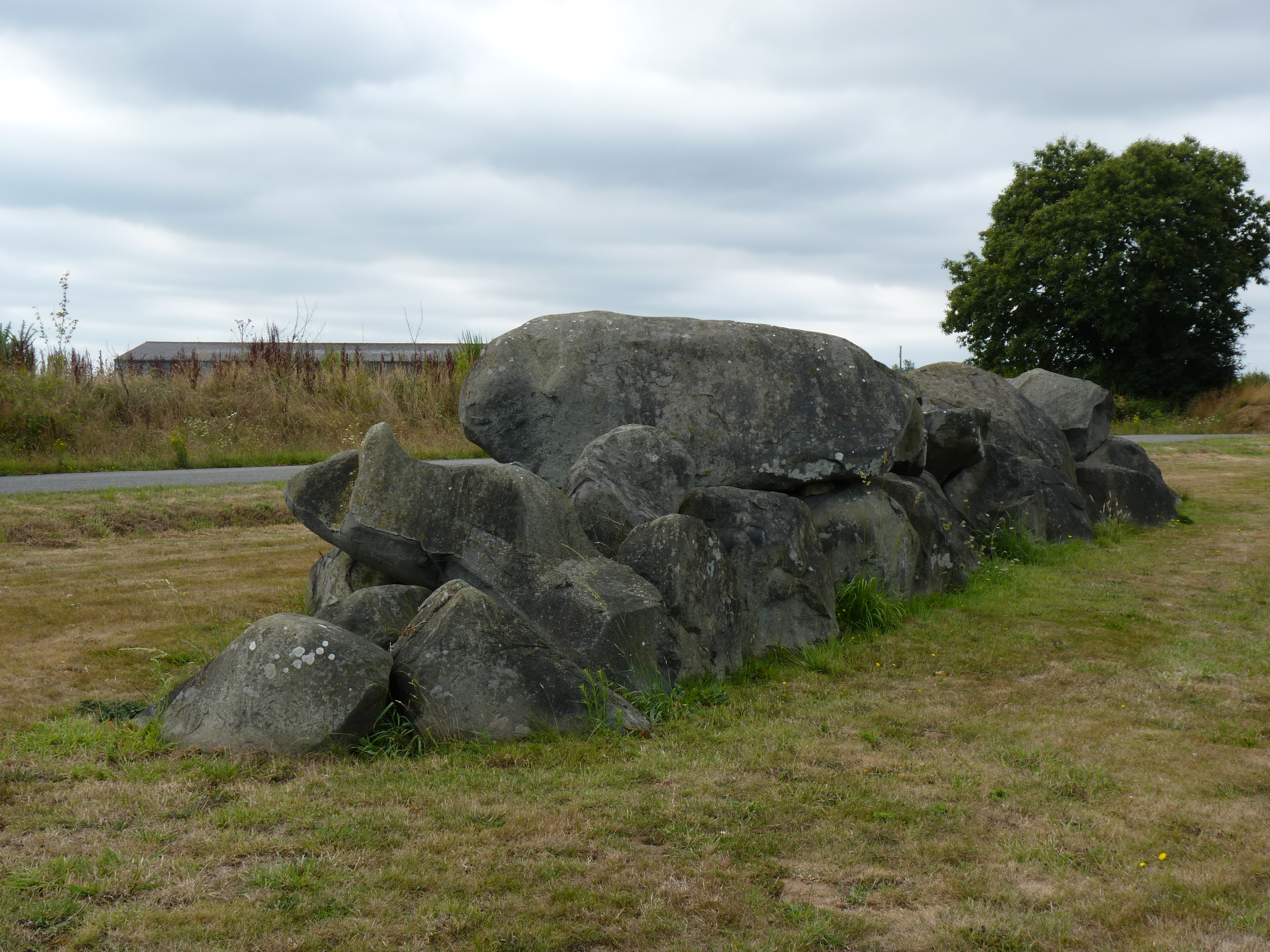
Allée couverte de la Couette

Die Allée couverte de la Couette (auch de la Couëte) liegt im Süden von Ploufragan (in der Nähe der Allée Couverte du Grand Argantel) im Département Côtes-d’Armor in der Bretagne in Frankreich.
Das Südost-Nordwest orientierte Galeriegrab aus Dolerit ist  eines der ersten Denkmäler, die durch den französischen Staat geschützt wurden. Die etwa 16,0 m lange Megalithanlage besteht aus 28 Tragsteinen (14 in situ) und acht Deckenplatten. Sie wurde 1854 von Jules Henri Geslin de Bourgogne (1812–1877) ausgegraben. Gefunden wurden eine Urne mit Knochen, Äxte, Perlen, Werkzeuge aus Feuerstein und verschiedene Bronzen. Gallo-römische Überreste zeigen, dass das Denkmal wiederverwendet wurde.
Die Allée couverte von Grimolet liegt im Zentrum der Stadt, der Menhir Le Sabot steht in der Nähe.

## Siehe auch

Allée couverte de la Couette
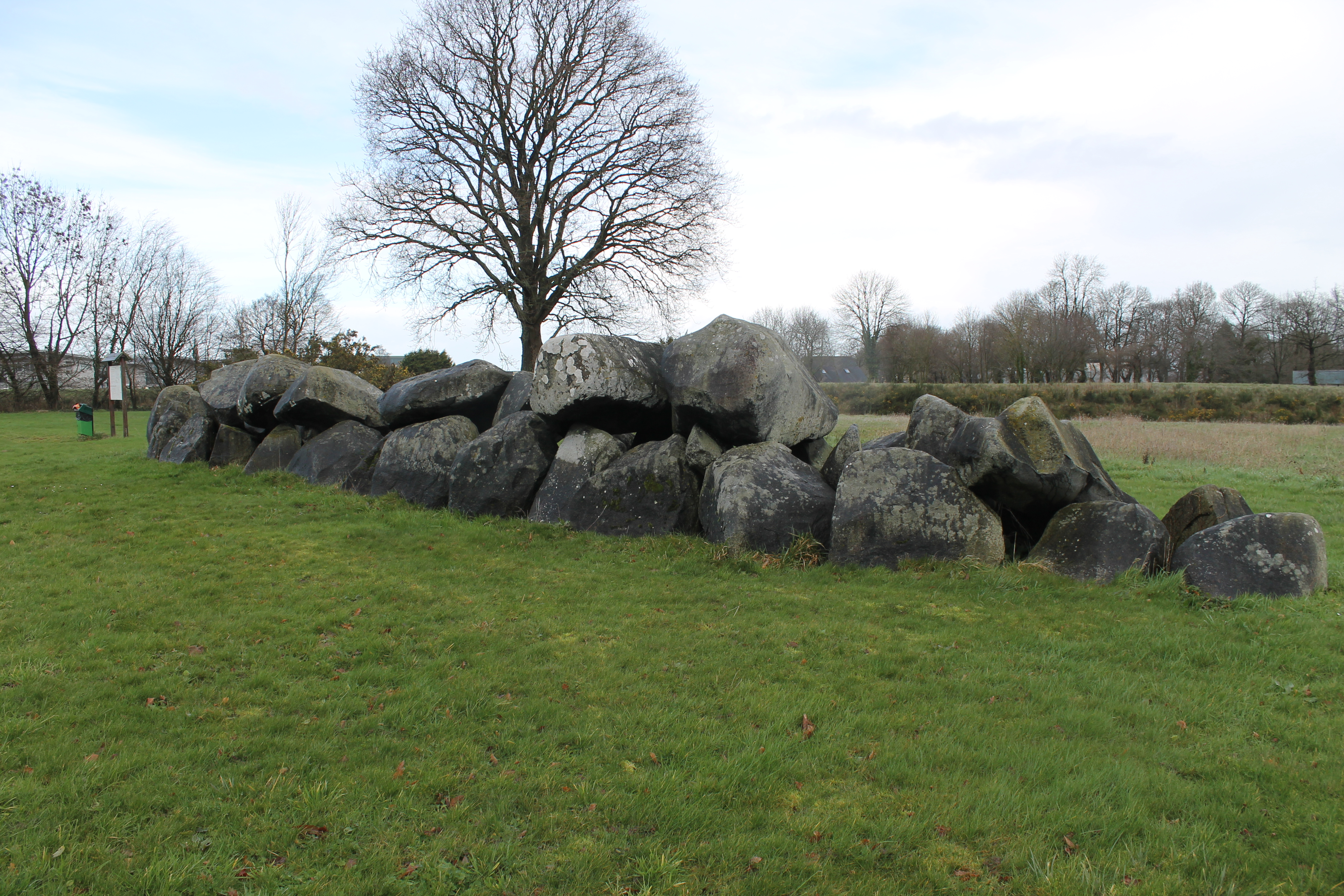
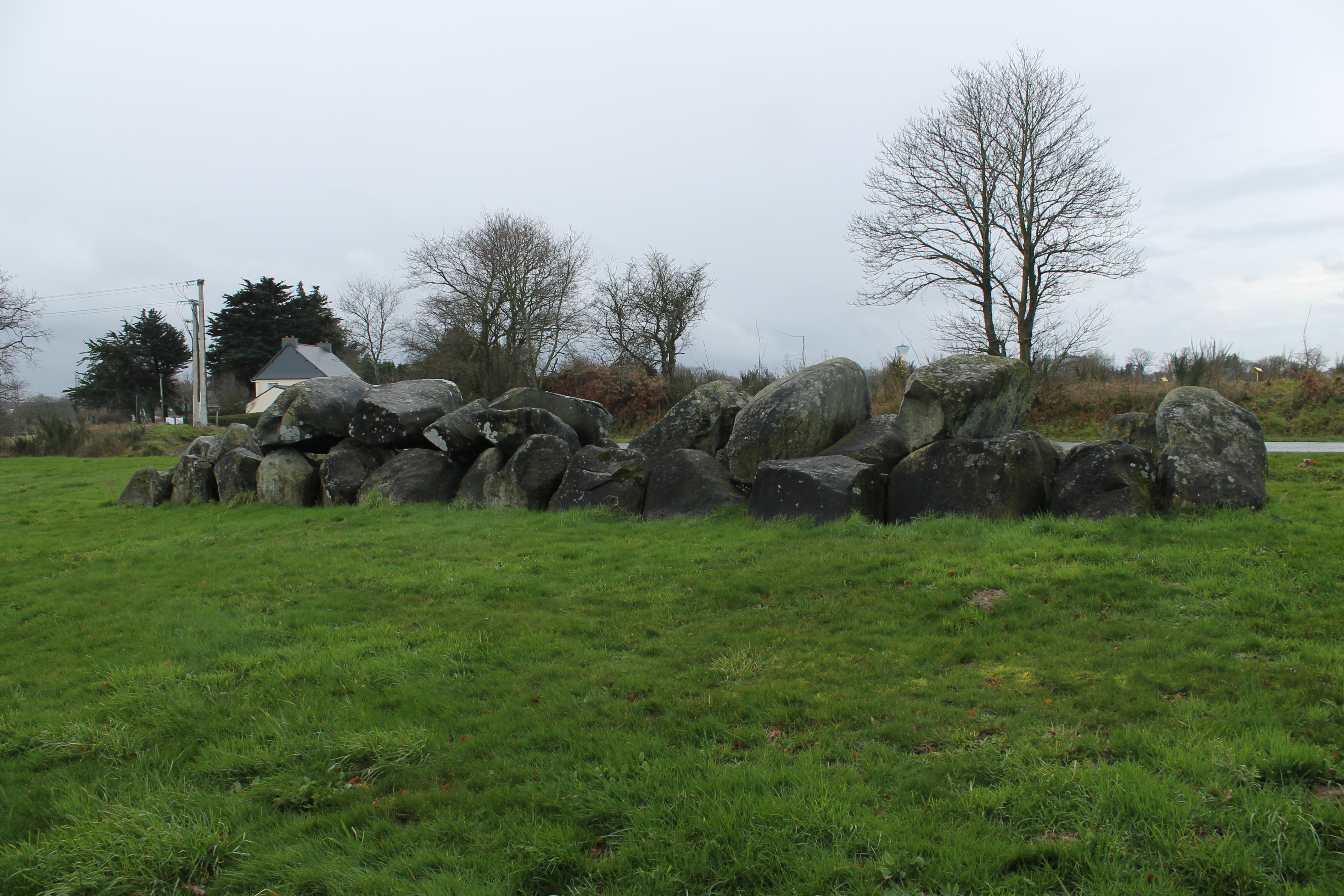
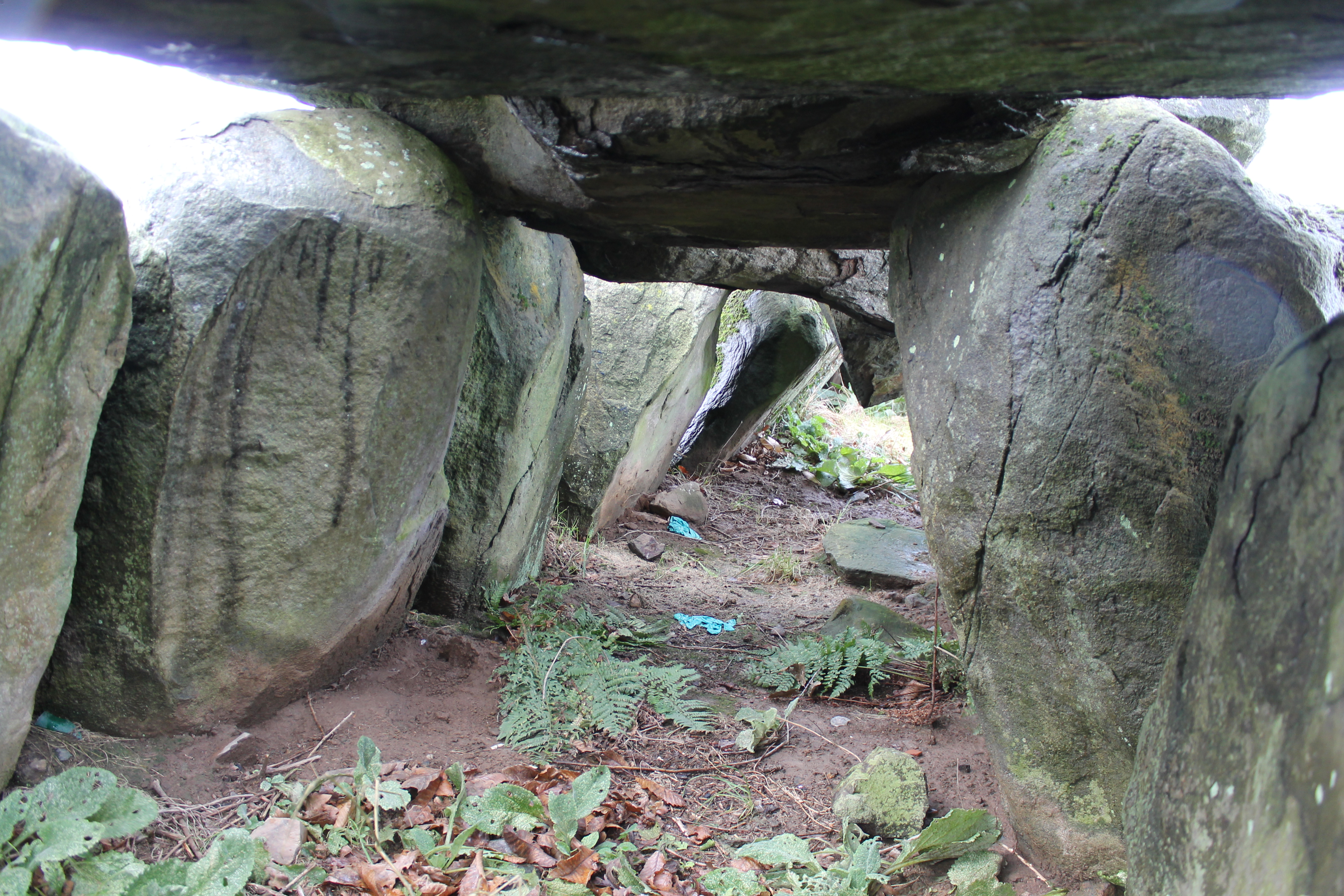
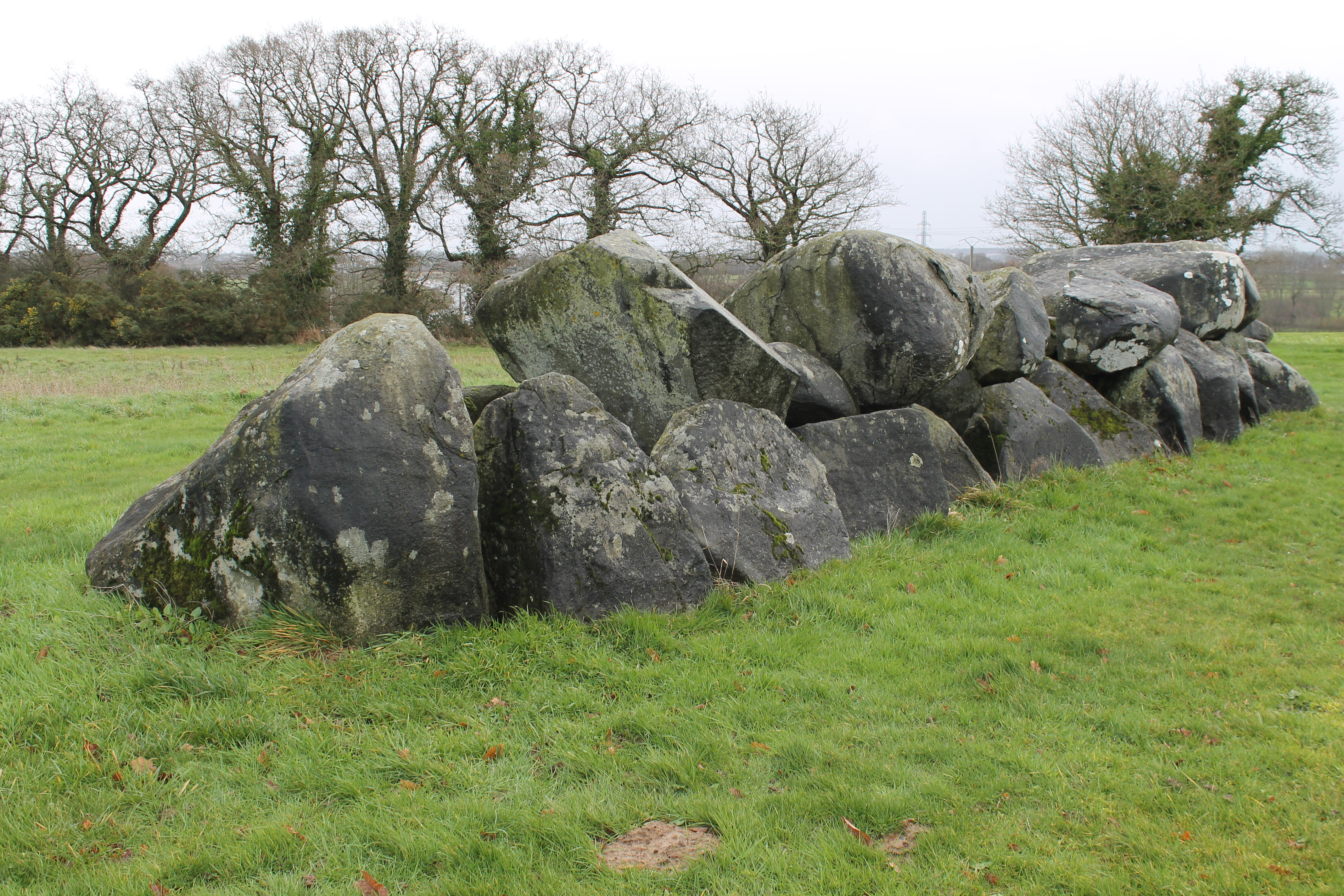
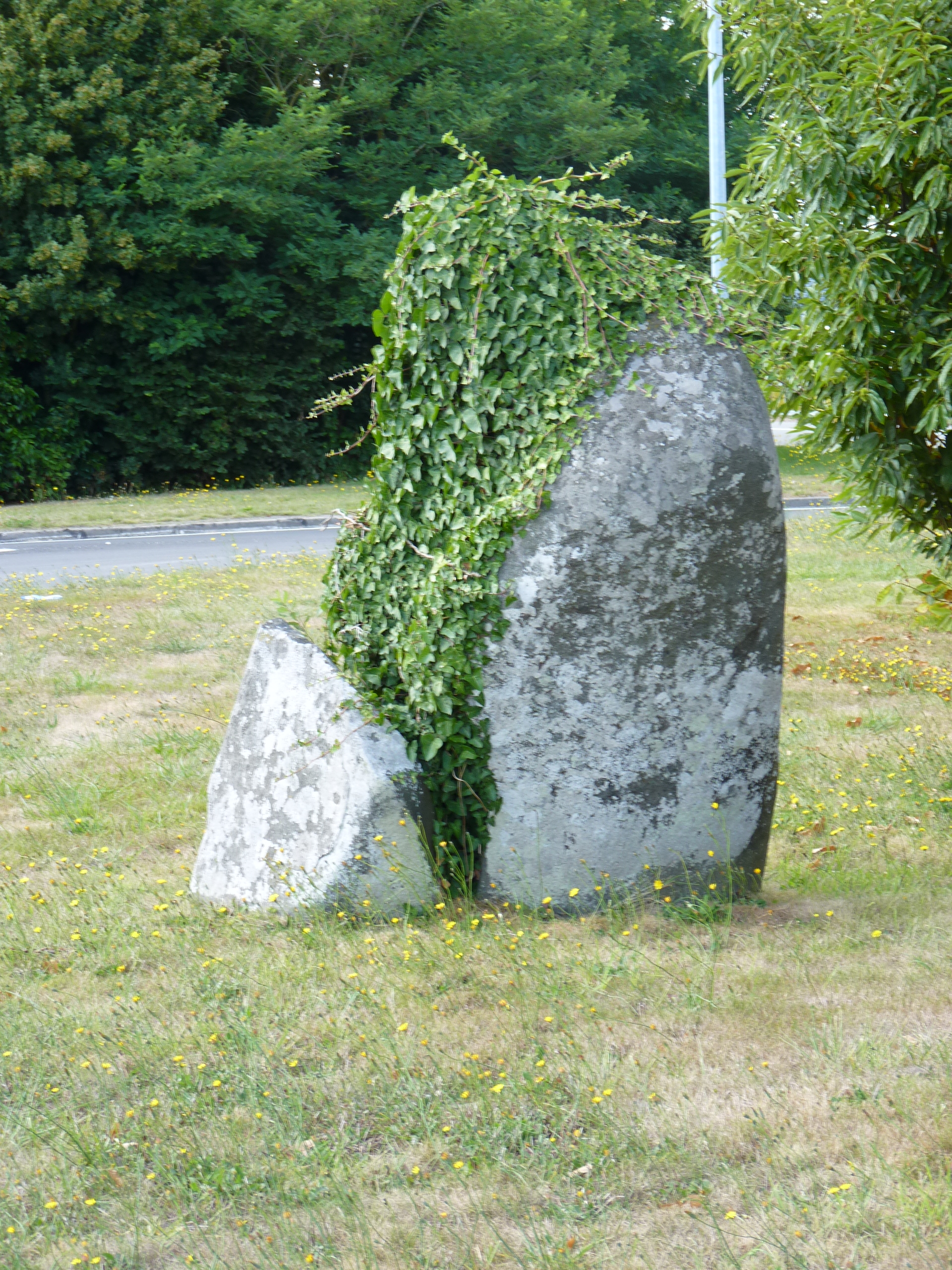
Menhir Le Sabot